# Курчатов Ігор Васильович
І́гор Васи́льович Курча́тов (рос. Игорь Васильевич Курчатов; нар. 8 (21) січня 1903, Сім Оренбурзької губернії — пом. 7 лютого 1960, Москва) — радянський фізик, організатор і керівник робіт в галузі атомної науки і техніки в СРСР, академік АН СРСР (1943).
Досліджував сегнетоелектрики. Спільно із співробітниками виявив ядерну ізомерію. Під керівництвом Курчатова споруджений перший радянський циклотрон (1939), відкрито спонтанний поділ ядер урану (1940), розроблено протимінний захист кораблів, створено перший в Європі ядерний реактор (1946), першу в СРСР атомну бомбу (1949), перші у світі термоядерну бомбу (1953) і АЕС (1954). Засновник і перший директор Інституту атомної енергії (з 1943, з 1960 — імені Курчатова).

## Біографія
Ігор Васильович Курчатов народився 12 січня 1903 року в сім'ї помічника лісничого в Башкирії. У 1909 році родина переїхала до Симбірська. У 1912 році Курчатови перебираються до Сімферополя. Тут хлопчик поступає в перший клас гімназії. У 1920 році він закінчив сімферопольську гімназію із золотою медаллю.
У вересні того ж року Курчатов поступив на перший курс фізико-математичного факультету Кримського університету. У 1923 році він завершив чотирилітній курс за три роки і блискуче захистив дипломну роботу. Молодого випускника направили викладачем фізики в Бакинський політехнічний інститут. Через півроку Курчатов виїхав до Петрограда і поступив на третій курс кораблебудівного факультету політехнічного інституту. Навесні 1925 року, коли заняття в Політехнічному інституті закінчилися, Курчатов виїжджає до Ленінграда у фізико-технічний інститут в лабораторію знаменитого фізика Абрама Іоффе.
Прийнятий у 1925 році асистентом, він отримує звання наукового співробітника першого розряду, потім старшого інженера-фізика. Курчатов читав курс фізики діелектриків на фізико-механічному факультеті Ленінградського політехнічного інституту і в Педагогічному інституті.
Першою надрукованою роботою в лабораторії діелектриків виявилося дослідження проходження повільних електронів крізь тонкі металеві плівки.
Талант Ігоря Васильовича особливо виявився при відкритті сегнетоелектрики. Деякі аномалії в діелектричних властивостях сегнетової солі були описані до нього. Разом з Кобеко він виявив, що ці властивості аналогічні магнітним властивостям феромагнетиків, і назвав такі діелектрики сегнетоелектриками. У 1930 році Курчатова призначають завідувачем фізичного відділу Ленінградського фізико-технічного інституту. І в цей час він починає займатися атомною фізикою. Приступивши до вивчення штучної радіоактивності, що виникає при опромінюванні ядер нейтронами, або, як тоді називали, до вивчення ефекту Фермі, Ігор Васильович вже в квітні 1935 року повідомив про відкрите ним разом з братом Борисом і Л. І. Русиновим нове явище — ізомерію штучних атомних ядер.
Ядерна ізомерія була відкрита при дослідженні штучної радіоактивності брому. Подальші дослідження показали, що багато атомних ядер здатні приймати різні ізомерні стани.
Одночасно з вивченням відкритої ним ізомерії Курчатов веде інші досліди з нейтронами. Разом з Л. А. Арцимовичем він проводить серію досліджень поглинання повільних нейтронів, і вони добиваються фундаментальних результатів. Їм вдається спостерігати захоплення нейтрона протоном з утворенням ядра важкого водню — дейтрону і надійно виміряти переріз цієї реакції.
На початку 1940 року намічена Курчатовим програма наукових робіт була перервана, і замість ядерної фізики він починає займатися розробкою систем розмагнічування бойових кораблів. Створена його співробітниками установка дозволила захистити військові кораблі від німецьких магнітних мін. З 1942 вчений секретар Комісії АН СРСР з науково-технічних військово-морських питань, очолював лабораторію танкової броні у Фізико-технічному інституті.
У 1943 заснував і став першим директором Інституту атомної енергії (ІАЕ) і до кінця життя керував розробкою ядерних проєктів для військових цілей в СРСР. 1945 рік ознаменувався пуском циклотрона, побудованого всього лише за рік. Незабаром був отриманий перший потік швидких протонів. Плани інституту розширюються, сили його швидко ростуть. Проєктуються нові будівлі і для найбільшого циклотрона, і для експериментів зі створення уран-графітового котла, розділенню ізотопів і для проведення інших досліджень. Курчатов сам будує уран-графітовий котел: у себе в Лабораторії № 2 разом з братом Борисом отримує перші вагові порції плутонію, тут же розробляє методи дифузійного і електромагнітного розділення ізотопів урану.
У 1948 вступив у Комуністичну партію. 1949 року колектив під керівництвом Курчатова створив радянську атомну бомбу, покінчивши з монополією США в цій царині. При цьому всі роботи над атомним проєктом проходили під контролем Л. П. Берії і НКВД. З 1950 депутат Верховної Ради СРСР. У 1953 створена перша у світі термоядерна бомба, а в 1954 побудована перша у світі АЕС. Відкриття Курчатова дали можливість Сталіну повністю ігнорувати думку Заходу, розмовляючи з ним з позиції сили. Багато в чому завдяки йому після закінчення Другої Світової війни сталінський режим зберігся в недоторканності.[джерело?]

## Родовід
- Дідусь (по батьку) Олексій Костянтинович Курчатов (1836—1895)
- Бабуся (по батьку) Любов Філаретівна Курчатова (ур. Полушкіна)
- Дідусь (по матері) Василь Антонович Остроумов
- Бабуся (по матері) Пелагея Василівна Остроумова (1847—1882).
- Батько Василь Олексійович Курчатов (1869—1941), помічник лісничого
- Мати Марія Василівна Остроумова (1875—1942), домашня вчителька
- Брат Курчатов Борис Васильович[ru]

## Нагороди
Тричі Герой Соціалістичної Праці (1949, 1951, 1954). Ленінська премія (1957), Державна премія СРСР (1942, 1949, 1951, 1954).
Резерфордій, 104-й елемент Періодичної системи елементів Менделєєва, отриманий в 1964; пропонувалося назвати на честь Курчатова «Курчатовій».

## Імені Курчатова
- Курчатовський інститут
- Вулиця Академіка Курчатова (Москва) — одна із вулиць Москви, знаходиться у Північно-Західному адміністративному окрузі
- Вулиця Академіка Курчатова (Перм)
- місто Курчатов — місто у Східноказахстанській області, де жив і працював академік під час випробувань ядерної зброї, було частиною Семипалатинського ядерного полігону
- астероїд 2352 Курчатов
- Кабінет Міністрів України 27 червня 2006 р. заснував академічну стипендію імені Ігоря Курчатова, що призначається (починаючи з другого курсу) студентам вищих навчальних закладів IV рівня акредитації денної форми навчання, які здобувають освіту за спеціальностями «Атомна енергетика» та «Хімічна технологія рідкісних розсіяних елементів та матеріалів на їх основі», які найбільше відзначилися в навчанні та науковій діяльності — заснована Кабінетом Міністрів[5]

## Курчатов у філателії

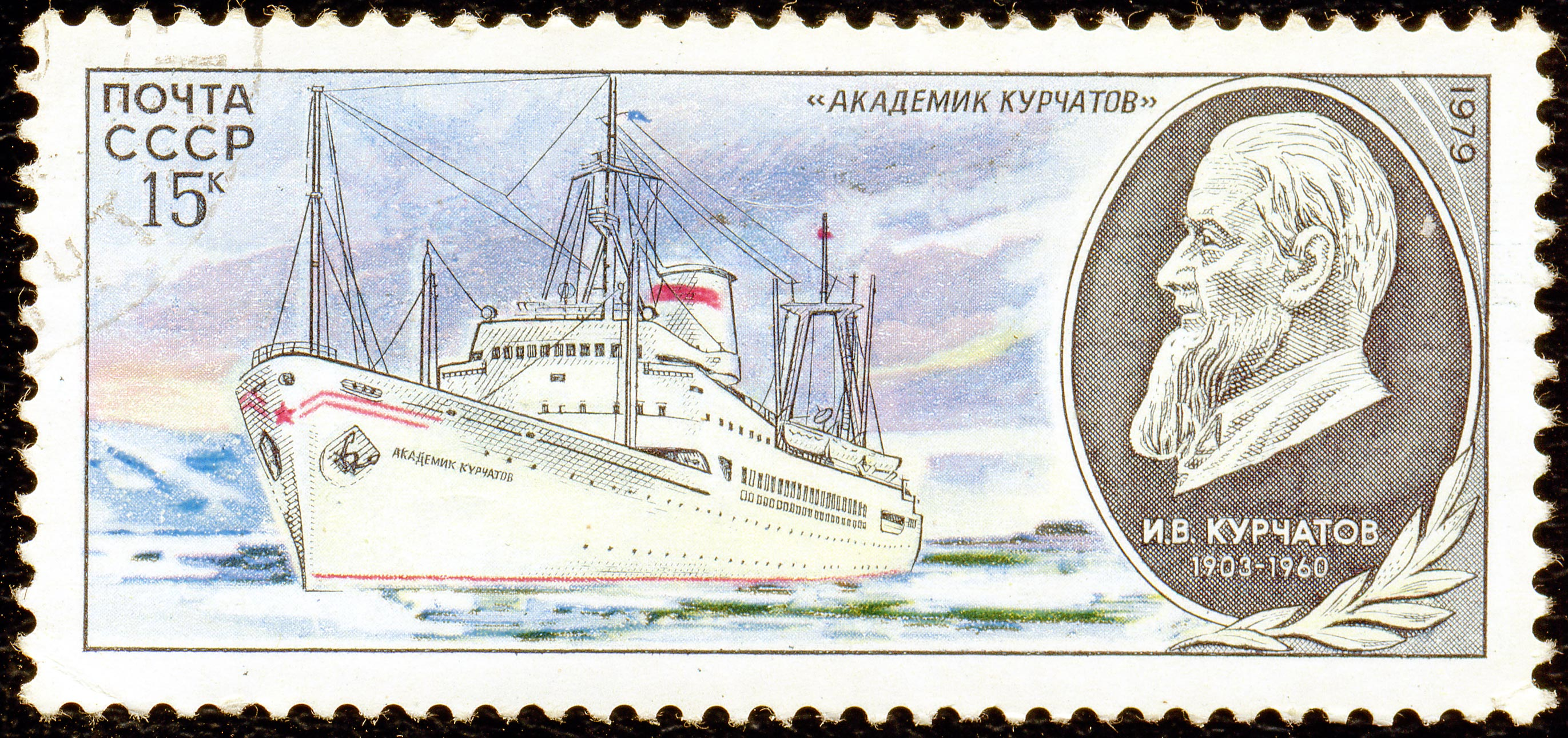
Науково-дослідне судно «Академік Курчатов» і портрет Курчатова на поштовій марці СРСР 1979 р.

Вченому присвячений ряд поштових марок СРСР. Зокрема, його портрет зображений на марці, випущеної у 1963 році на відзначення 60-річчя з дня його народження, а також на марці 1979 року із зображенням науково-дослідного судна «Академік Курчатов»